# 장클레르 토디보
장클레르 디미트리 로제 토디보(프랑스어: Jean-Clair Dimitri Roger Todibo, 1999년 12월 30일 ~ )는 프랑스의 축구 선수이며 프랑스령 기아나 출신이다. 현재 웨스트햄 유나이티드에서 뛰고 있다. 포지션은 수비수이다.